# Hans Staden (filme)
Hans Staden é um filme brasileiro e português de 1999, do gênero drama biográfico escrito, produzido e dirigido por Luiz Alberto Pereira baseado na obra Duas Viagens ao Brasil de Hans Staden e distribuído pela RioFilme.

## Sinopse
O filme narra a história do soldado e marinheiro alemão Hans Staden que, no início do século XVI, foi capturado por uma tribo tupinambá, inimiga dos colonizadores portugueses.

## Produção
A equipe visitou Portugal por dez dias para conseguir uma réplica de caravela em tamanho real portuguesa usada no filme. As cenas com chuva verdadeira foram filmadas em Ubatuba, litoral de São Paulo, onde o filme foi rodado e também na cidade foi construída uma réplica de uma autêntica aldeia de Tupinambás do século XVI. Na aldeia cenográfica, as filmagens duraram 32 dias. A produção também trouxe um professor que até gramática tupi ensinou para o elenco. Resgatada pelo linguista Eduardo Navarro, a língua falada pelos Tupinambás do século XVI foi auxiliada pelo linguista Helder Ferreira, que deu suporte ao aprendizado e à pronúncia do elenco. O canto e a dança dos índios, reproduzidos no filme, foram desenvolvidos por Marlui Miranda, também compositora da música tema e importante pesquisadora dos rituais indígenas brasileiros. Povos indígenas do Brasil de várias etnias como Xavante, Cadiuéus, Munduruku, Quíchuas e Guaranis participaram do filme.

## Elenco
- Carlos Evelyn  — Hans Staden
- Beto Simas  — Nhaepepô
- Stênio Garcia  — caraíba
- Sérgio Mamberti  — Jacó
- Cláudia Liz  — Marabá
- Francisco di Franco
- Macsuara Kadiwéu — Cunhambebe

## Principais prêmios e indicações
Festival de Cinema de Brasília 1999
- Venceu nas categorias de Melhor Trilha Sonora e Melhor Direção de Arte.[6][7]
- Recebeu o Prêmio Especial do Júri.[2]

Grande Prêmio BR do Cinema Brasileiro 2001
- Indicado nas categorias de Melhor Direção de Arte, Melhor Fotografia, Melhor Diretor, Melhor Montagem, Melhor Trilha Musical e Melhor Roteiro.[8]

Festival de Cinema e Vídeo de Cuiabá
- Venceu nas categorias de Melhor Filme e Melhor Fotografia.[9][10][11]

Festival de Cinema Brasileiro de Miami 2000
- Venceu na categoria de Melhor Fotografia.[12]

Festival Luso Brasileiro de Santa Maria da Feira
- Venceu na categoria de Melhor Filme

Festival do Recife 2000
- Venceu nas categorias de Melhor Direção de Arte e (Melhor Fotografia).[12]